# Northwind (album)
Northwind è il quinto album della power metal band Falconer, pubblicato nel 2006.
Con questo album si ha il ritorno del primo cantante dei Falconer, Mathias Blad.

## Tracce
1. Norhtwind – 4:15
2. Waltz with the Dead – 3:49
3. Spirit of the Hawk – 3:39
4. Legend and the Lore – 3:25
5. Catch the Shadows – 4:29
6. Tower of the Queen – 4:22
7. Long Gone By – 3:50
8. Perjury and Sanctity – 4:20
9. Fairyland Fanfare – 3:23
10. Himmel Så Trind – 3:11
11. Blinded – 4:20
12. Delusion – 5:05
13. Home of the Knave – 4:11
14. Black Tarn – 1:57